# Lobos de Afuera
Les îles Lobos de Afuera sont un petit archipel de l'océan Pacifique, près de la côte du Pérou.

## Histoire
Ces îles étaient restées absolument désertes jusqu’en 1845 à la découverte de guano. En 1850, les Américains, alléchés par les bénéfices considérables qu’on retirait déjà de l’extraction du guano, essayèrent de créer des établissements fixes aux îles Lobos, qu’ils affectèrent de considérer comme une terre appartenant au premier occupant. 
Mais le Pérou réclama énergiquement contre cette prétention, et, après de longues négociations, les États-Unis, sous l’administration du président Fillmore, reconnurent de la manière la plus explicite la souveraineté du Pérou sur les îles Lobos et sur les autres îles voisines de la côte où se trouve le guano.

## Source
« Lobos de Afuera », dans Pierre Larousse, Grand dictionnaire universel du XIXe siècle, Paris, Administration du grand dictionnaire universel, 15 vol., 1863-1890 [détail des éditions].